# Blankenlocher Wiesen
Das Gebiet Blankenlocher Wiesen ist ein vom Landratsamt Karlsruhe durch Verordnung vom 30. Dezember 1999 ausgewiesenes Landschaftsschutzgebiet auf dem Gebiet der Gemeinde Stutensee im Landkreis Karlsruhe. 

## Lage und Beschreibung
Das 127,6 Hektar große Landschaftsschutzgebiet liegt in der Pfinzaue östlich der Ortsteile Blankenloch und Büchig. Es gehört zum Naturraum der Hardtebenen. Östlich grenzen die Landschaftsschutzgebiete Bruchwaldgebiet der alten Kinzig-Murg-Rinne und Füllbruch-Vokkenau an.
Das Gebiet wird überwiegend landwirtschaftlich genutzt, wobei die Grünlandnutzung dominiert. Vereinzelt sind auch  Streuobstbestände und kleinere Gehölze vorhanden.

## Schutzzweck
Schutzzweck des Landschaftsschutzgebietes ist laut Schutzgebietsverordnung 
1. „die Erhaltung wechselfeuchter Auen-Glatthafer-Wiesen in naturraumtypischer Ausprägung sowie ihre Erweiterung durch eine zu fördernde Umwandlung von in der Aue gelegenen Äckern in Mähgrünland und der Schutz der Wiesen vor weiteren bestandsgefährdenden Nutzungen (durch Pferdekoppeln, Intensivobstanlagen, Gärten, Hütten, Zäunen) und nicht standorttypischen Anpflanzungen.
2. die Erhaltung der Streuobstwiesen mit Hochstämmen,
3. die Erhaltung der vorhandenen Gehölze und Schilfstreifen,
4. die Sicherung und Wiederherstellung eines durchgehenden Grünzuges entlang der Pfinz-Heglach im Rahmen des großräumigen Biotopverbundes von Auenwiesen und Feuchtgebieten am Ostrand der Rheinebene im Raum zwischen Karlsruhe und Bruchsal,
5. der Schutz der Fließgewässer, insbesondere durch die Erhaltung und anzustrebende Anlage von 10 m breiten, extensiv bewirtschafteten Gras- / Krautstreifen zwischen Gewässern und angrenzenden Äckern,
6. die Sicherung der Erholungsfunktion für die Bevölkerung der Stadt Stutensee in einer naturnahen, abwechslungsreichen Kulturlandschaft.“[1]